# Immeuble de rapport

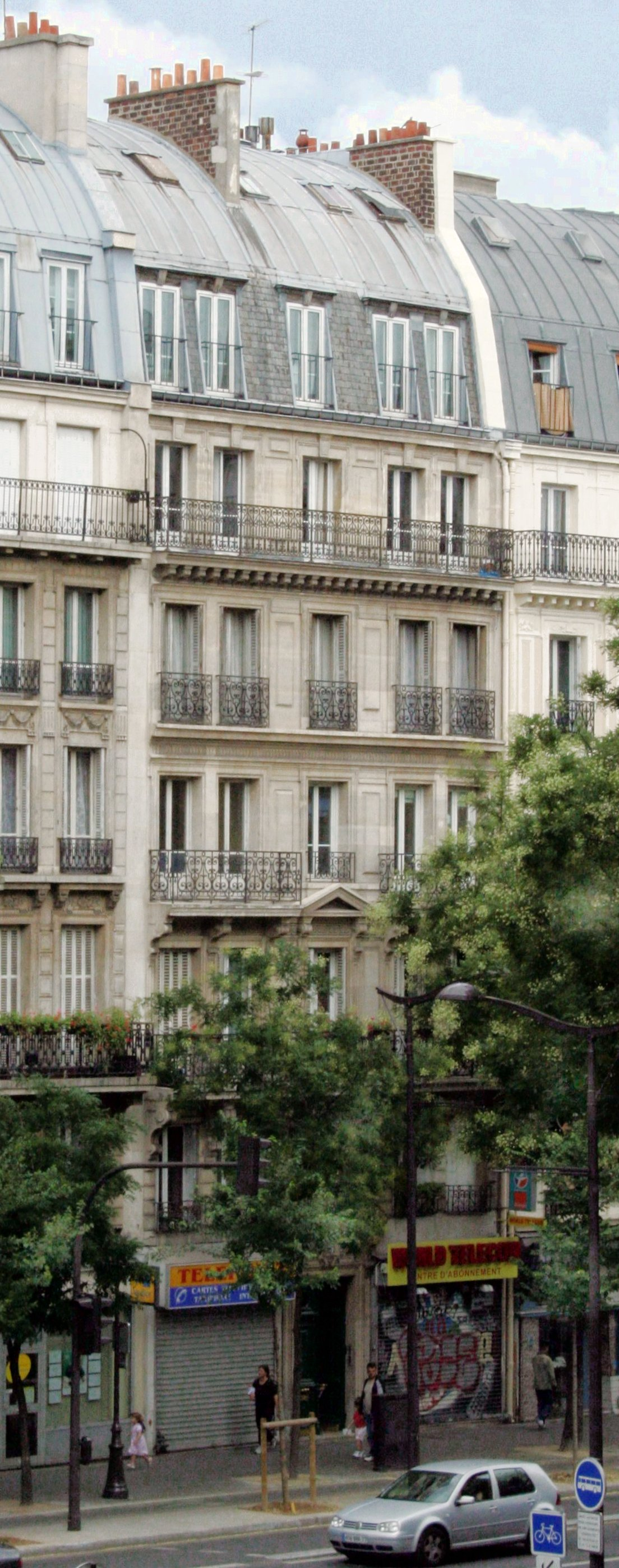
Façade d'un immeuble de rapport du boulevard de Magenta à Paris.

 (septembre 2015).
Si vous disposez d'ouvrages ou d'articles de référence ou si vous connaissez des sites web de qualité traitant du thème abordé ici, merci de compléter l'article en donnant les références utiles à sa vérifiabilité et en les liant à la section « Notes et références ».
L'immeuble de rapport, également appelé hôtel de rapport, maison de rapport ou immeuble à loyer, est un immeuble divisé en plusieurs logements loués par un ou plusieurs propriétaires. Sa répartition par étage est standardisée et explique la régularité observable de la façade.
Ce type architectural apparaît en France au XVIIIe siècle et se développe de manière plus caractéristique et étendue au XIXe siècle. À Paris, l'immeuble de rapport se répand à partir du règne de Louis XVI. Pendant la Restauration et la période haussmannienne, de vastes terrains sont lotis par des investisseurs qui y construisent ce type d'immeubles.

## Description
C'est un immeuble divisé en plusieurs logements loués par un ou plusieurs propriétaires. Sa construction résulte d'une opération immobilière. Il est conçu comme un placement par le propriétaire. Un immeuble existant peut aussi être transformé en immeuble de rapport.
L'immeuble de rapport étant un investissement financier, la parcelle est exploitée au maximum de ce que le règlement d'urbanisme lui permet.
L'essor de la copropriété et de la promotion immobilière a mis fin à l'immeuble de rapport comme modèle économique dominant dans la construction, au cours du XXe siècle. 

### Paris
Traditionnellement, à Paris, il fait ainsi entre cinq et sept étages, selon la largeur de la voie qu'il borde et l'époque de sa construction. Les immeubles de rapport se développent de la manière suivante :
- le rez-de-chaussée accueille un commerce s'il est sur un boulevard, un appartement ou une loge de gardien s'il est sur une rue résidentielle ;
- le premier étage est en entresol ;
- le deuxième étage bénéficie d'une hauteur sous plafond plus importante et généralement d'un grand balcon de prestige ouvragé ou d'un balcon filant sur toute la longueur de la façade (étage noble habité par les plus riches) ;
- les troisième et quatrième étages sont généralement de hauteur moindre et identiques entre eux ;
- le cinquième étage, traité en retiré, est également pourvu d'un balcon constitué d'une suite ininterrompue de grilles. Ce balcon lui donne l'allure d'un étage noble, en compensant sa hauteur excessive au-dessus du sol de la rue (la pénibilité de l'escalier) par l'agrément de ce balcon, mais il souffre de sa position trop élevée, de l'excès de la chaleur ou du froid selon les saisons ainsi que de sa proximité avec l'étage des domestiques[1] ;
- le sixième étage est souvent le dernier, plus bas de plafond et en soupente ; accessible uniquement par l'escalier de service, il accueille généralement les chambres de bonne.

La cohabitation des riches et des pauvres est présente dans ces immeubles, la stratification sociale se faisant à la verticale, par étage, plutôt qu'horizontalement, par quartier. Si les types de façades se répètent, on voit cependant se développer des éléments de décor, sous la forme de moulures en plâtre (encadrement de baies, balustrades, portes d'entrée) ou de sculptures en pierre, et d'éléments en fonte (garde-corps des balcons).
L'apparition de l'ascenseur améliore non seulement la vie des habitants mais bouleverse les hiérarchies sociales dans la seconde partie du XIXe siècle. Les étages supérieurs, dispensateurs de vue et de lumière, et éloignant des nuisances de la rue, sont désormais les plus recherchés, et singulièrement le dernier, appelé penthouse.

## Investissement locatif
L'immeuble de rapport est un investissement immobilier, dont la particularité est d'être un habitat collectif sans statut de copropriété, puisque l'ensemble immobilier est détenu par le même bailleur.
Aujourd'hui cependant, ces immeubles ont tendance à être vendus par leur propriétaire et à devenir des copropriétés classiques. 